# Царизм

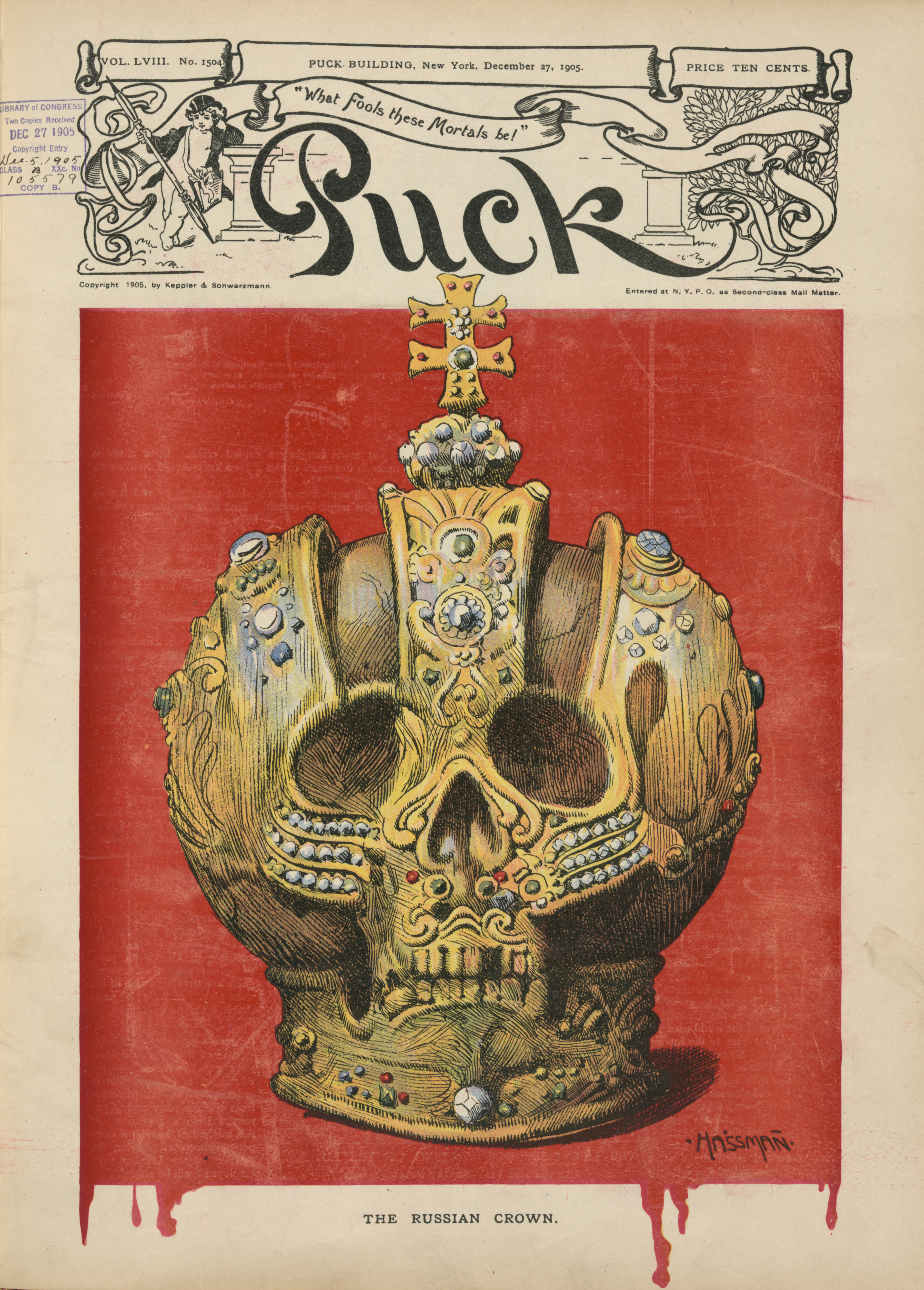
(«Puck», США, 1905 год)

Цари́зм — политическое клише, обозначающее политический режим Российской империи с акцентированием самодержавной роли в нём верховного правителя — царя, то есть императора.

## Марксистский подход
«Царское самодержавие означает неограниченную власть царя. Народ не принимает никакого участия в устройстве государства и в управлении государством», — отмечал Ленин.
Чаще всего термин употребляется пейоративно, с критическим указанием на такую позицию российских императоров и их подданных, как крепостничество, сословный строй, сохранение самодержавия, ущемление гражданских свобод, империализм во внешней политике. Термин популярен в марксистской публицистике и исторической литературе как дореволюционного, так и послереволюционного времени. После 1991 года употребительность обозначения «царизм» в российской научной литературе уменьшилась.
В ряде русских толковых словарей царизм определяется как фактический полный синоним монархии либо абсолютизма. Хотя на практике к нероссийским монархическим режимам или к Русскому царству допетровских времён, как правило, не применяется.

## Государственная культура России
Российский государствовед Ф. В. Тарановский опроверг сложившийся на Западе презрительный взгляд на русскую государственность как на «царизм», в котором государственная власть имеет христианское обоснование и который поэтому должен быть отвергнут всяким уважающим себя культурным европейцем. Он подчёркивал, что в своем развитии русская государственность прошла все те же этапы политической эволюции, которые прошли некоторые народы Европы: от вотчинного государства через период феодальной раздробленности к централизованной монархии, абсолютной и конституционной монархии. В статье «Государственная культура России» он указывал: «Царь — это славянизованная форма „цесаря“, значит — слово и понятие, идущее от римских истоков европейской культуры; это — принятое у южных и восточных славян наименование монарха великодержавного государства, то есть государства, дошедшего до сознания и возможности действенного всемирно-исторического служения… Существо царской власти выражается термином „самодержавие“. Опять-таки, „самодержавие“ не есть какое-то экзотическое измышление каких-то варваров, а представляет собою переведенный с греческого славяно-русский термин для обозначения того свойства государственной власти, которое на романо-германском Западе именуется суверенитетом. Самодержавие — это суверенитет, в частности монархический суверенитет, о каковом в свое время немецкие государствоведы писали целые тома. Неизменным в понятии самодержавия оставалось и остается лишь начало непроизводности верховной власти царя, то есть самостоятельность монархического принципа. Сущность же последнего заключается в начале иерархии, строящейся сверху и исходящей от Бога, в Котором власть получает своё трансцендентное обоснование».
Тарановский считал, что Московское государство было сословно-монархическим и «при формальной своей неограниченности власть московского государя по существу ограничивалась рядом бытовых сдержек, каковые: авторитет религии, печалование святителей, местничество, мнения и привычки служилых людей по отечеству, практика Боярской думы и Земских соборов, общая публично-правовая традиция или… „старина“».